# Meg Masters
Meg Masters az Odaát (Supernatural) című televízióssorozat kitalált szereplője, akit Nicki Aycox alakít. Meg a sorozat egyik mellékszereplője.

## Háttér
Meg a Sárgaszemű démon, Azazel lánya, aki megszállt egy massachusettsi fiatal lányt. A lánynak van egy húga, az őt megszállt gonosznak pedig egy démoni fivére, Tom.

## 1. évad
Meg az évad közepén tűnik fel, amikor is az út mentén stoppolva találkozik Sam Winchesterrel, aki bátyjával éppen mosolyszünetet tart. A két fiatal megismerkedik egymással, ám amikor később Sam és Dean ismét összefutnak a lánnyal, kiderül róla, hogy valójában megszállta egy démon, aki ezután apja, a Sárgaszemű démon parancsára ősi Daevák segítségével elfogja a fivéreket. Meg őket használja csalinak, hogy csapdába csalja azok apját, Johnt, csakhogy a fiúk kiszabadulnak kötelékeikből, és összetörve a szertartásokhoz használt kellékeket, a lány ellen fordítják a gyilkos Daevákat, akik ezután kirepítik őt több emelet magasságból.
A halottnak hitt Meg az évad végén ismét feltűnik; ezúttal John barátait kezdi el gyilkolni, hogy kizsarolja tőle a vadászok legendás fegyverét, a Coltot. A férfi látszólag ugyan belemegy az alkuba, ám valóban hamis pisztolyt akar átadni Megnek és démoni fivérének, Tomnak, az átverésre azonban a két démon rájön, így elfogják az öreg Winchestert.
Csakhogy nem sokkal ezek után a férfi fiai, illetve családjuk régi barátja, Bobby egy Salamon-körbe sikeresen csapdába ejtik az életükre törő Meget, majd kiűzik belőle a gyilkos démont. Azonban miután a gonosz eltávozott testéből, a megtisztult lány még képes elmondani John hollétét, ám a korábbi zuhanása miatt meghal.

## 2. évad
Az évad közepén a Meget is megszálló démonnak sikerül visszajutnia a Pokolból a Földre, ezúttal pedig nem mást száll meg, mint Samet. A fiú így a gonosz szolgálatába áll és több vadászt brutálisan megöl, majd egyik barátja, Jo életére is rátör. Ezt azonban Deannek sikerül megakadályoznia, Samet később pedig Bobby csapdába ejti, majd leégetve róla a "Kötés" jelét, visszaűzi a démont a Pokolba.

## 4. évad
Meg az évad elején ismét feltűnik, ugyanis Lilith egy bizonyos "Tanú" jelével hatalma alá keríti szellemét, és megbízza, végezzen a Winchester fivérekkel. A lány így társai -köztük Victor Henriksen és Ronald Resnick kísértetével- a fiúk és Bobby életére tör, Deannek pedig elmondja, hogy őket okolja azért, amiért meghalt, ráadásul halála után húga depresszióssá vált és öngyilkos lett. A szellemeket végül Bobby-nak egy szertartással sikerül elpusztítania.

## 5. évad
Az évad első részében, Lucifer szabadulását követően a démonlány ismét visszatér, ezúttal Szent Mihály arkangyal kardját akarja megszerezni a Winchester fiúktól, akciója azonban kudarcba fúl, így kénytelen elmenekülni a helyszínről.